# Allardt
Allardt é uma cidade localizada no estado norte-americano de Tennessee, no Condado de Fentress.

## Demografia
Segundo o censo norte-americano de 2000, a sua população era de 642 habitantes. 
Em 2006, foi estimada uma população de 669, um aumento de 27 (4.2%).

## Geografia
De acordo com o United States Census Bureau tem uma área de 9,8 km², dos quais 9,8 km² cobertos por terra e 0,0 km² cobertos por água.

## Localidades na vizinhança
O diagrama seguinte representa as localidades num raio de 36 km ao redor de Allardt. 